# Кејптаунска декларација о отвореном образовању
Кејптаунска декларација о отвореном образовању (енгл. Cape Town Open Education Declaration) резултат је малог, али продуктивног састанка одржаног у Кејптауну (енгл. Cape Town) у септембру 2007. Циљ састанка био је промовисање отворених ресурса, отворених технологија и наставне праксе у образовању.
Институт за отворено друштво из САД и Фондација Шатлворт из Јужноафричке Републике организовали су састанак који је окупио учеснике из целог света. Они су се договорили да радећи заједно унапреде своје напоре на промоцији отвореног образовања.
Први конкретан резултат овог састанка је Кејптаунска декларација о отвореном образовању. То је истовремено начелна изјава, изјава о стратегији и изјава о посвећености. Она треба да побуди дијалог, да покрене акцију и да помогне раст покрета отвореног образовања.
Отворено образовање је идеја која ће, како покрет буде растао, наставити да се развија. Настанак других иницијатива и декларација после Кејптауна је управо поента ове Кејптаунске декларације пошто су се потписници обавезали да развијају даље стратегије, посебно око отворених технологија и наставне праксе.
До марта 2015. године декларацију је потписало више од две хиљаде појединаца и преко 250 организација из целог света.